# Playa de la Concha (strand i Spanien, Murcia)
Playa de la Concha är en strand i Spanien.   Den ligger i provinsen Murcia och regionen Murcia, i den sydöstra delen av landet, 400 km sydost om huvudstaden Madrid.